# Critique de l'humanisme

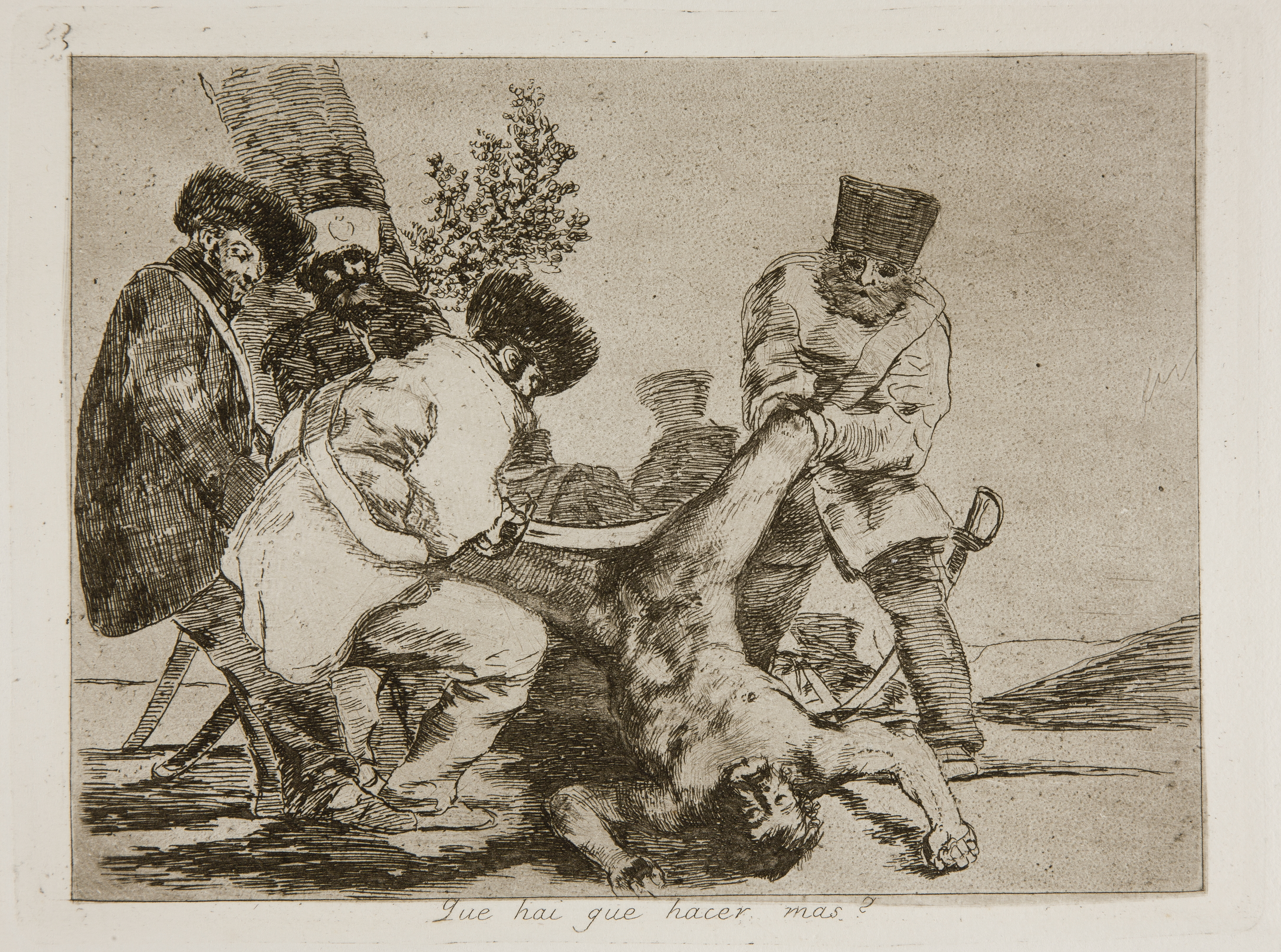
Les Désastres de la guerre, série de 82 gravures réalisées par Goya de 1810 à 1815, constituent un contrepoint à l'idéal rousseauiste de « l'homme naturellement bon », fondement de l'humanisme moderne.

Vulgarisé au XIXe siècle, le mot « humanisme » renvoie à une conception du monde prenant son essor au XIVe siècle en Italie, puis au XVe siècle dans les Flandres et enfin dans l'ensemble de l'Europe occidentale, quand émerge une nouvelle classe sociale, la bourgeoisie, qui - exerçant des activités commerçantes lucratives ou politiques - s'émancipe peu à peu de l'influence de l'Église catholique. Le concept d'humanisme se caractérise donc par l'esprit de laïcité qui s'inscrit en contrepoint de la crise de confiance qui affecte l'Église : les hommes n'éprouvent plus fondamentalement le besoin de s'en remettre à Dieu pour organiser leurs vies et ils s'estiment capables d'énoncer leurs propres valeurs puis, au travers du droit et de l'intervention étatique, d'instituer les dispositifs visant à les faire respecter et appliquer.
On peut distinguer trois grandes phases dans la critique de l'humanisme [réf. nécessaire] :
- Période classique. Entre le XVe siècle, moment d'éclosion de l'humanisme de la Renaissance, et le XVIIIe siècle, dit « Siècle des Lumières », le mouvement humaniste ne cesse de prendre de l'ampleur : les critiques restent éparses et, dans l'ensemble, contribuent davantage à le réorienter qu'à le contester.
- Période moderne. À partir du XIXe siècle, quand le terme « humanisme » commence à être usité, la critique se développe, visant à démontrer le caractère idéologique du concept. Elle émane principalement de Marx (qui l'identifie à une propagande voilée de la bourgeoisie, lui permettant de légitimer sa domination sur le reste de la population) puis de Nietzsche, qui, à travers le thème du surhomme, pointe les risques et les enjeux de l'inflation du moi dans la civilisation occidentale. La critique prend un tournant décisif au début du XXe siècle avec Freud, qui relativise l'importance du moi dans le psychisme, face à l'inconscient ; puis, à partir des années 1960, avec les penseurs post-structuralistes français ; enfin, à partir des années 1980, avec les Américains s'inscrivant dans le courant des gender studies (études de genre), elles-mêmes nourries par le féminisme.
- Période contemporaine. Au début du XXIe siècle, de moins en moins d'intellectuels se référant au concept d'humanisme : celui-ci n'est plus tant critiqué de façon théorique que par l'émergence de facto d'une nouvelle idéologie, le transhumanisme, résultant de l'impact croissant des nouvelles technologies sur la condition humaine.

Mais alors qu'en 1936, le philosophe Jacques Maritain a forgé le terme « antihumanisme » pour qualifier Marx, Nietzsche et Freud, différents intellectuels (notamment le Français Jacques Ellul) estimeront par la suite qu'une critique de l'humanisme ne signifie pas nécessairement un rejet du concept mais simplement sa réactualisation, au fil de l'évolution de la condition humaine, notamment au contact des technologies. Raison pour laquelle il est jugé ici préférable d'intituler cet article « Critique de l'humanisme » plutôt qu'« Antihumanisme », comme le font par exemple les anglophones (lire) ou les hispanisants (lire).

## Historique
Rappelons les trois grandes phases :
- Période classique (XVe siècle - XVIIIe siècle) : avant même que le mot n'apparaisse, ce concept fait l’objet de critiques qui restent très rares. Certaines voix s'élèvent pour contester la prétention des hommes à s'émanciper de la relation à Dieu. Au fil du XVIIIe siècle, la critique revient simplement à surestimer les capacités de la raison.
- Période moderne (XIXe siècle - XXe siècle) : la critique se développe et s'avive dès lors que le mot « humanisme » a cours, au XIXe siècle, à la suite des conflits meurtriers nés de la montée des nationalismes, puis au XXe siècle), face aux crimes contre l'humanité perpétrés par les régimes totalitaires, qui font douter les humains de leurs capacités à vivre en paix grâce à des valeurs qu'ils édictent eux-mêmes. Il apparaît clairement que la « foi en l'homme » est tout autant critiquable que la foi en Dieu.
- Période contemporaine (XXIe siècle) : à l'aube du troisième millénaire émerge le transhumanisme qui, pour certains, constitue une critique radicale de l'humanisme, pour d'autres son prolongement. Au cœur de cette nouvelle idéologie se trouve l'affirmation que, grâce aux « progrès » incessants de la technique, et pour repousser les limites de la maladie et de la mort, les humains peuvent désormais transformer considérablement leur condition physique et mentale. L'idéal à atteindre n'est donc plus un « homme meilleur » (spirituellement ou moralement) mais un « homme augmenté » (matériellement), pourvu d'un grand nombre de prothèses électroniques : le cyborg.

### Période classique
Ce qu'on appelle « humanisme » étant compris dans un premier temps comme un mouvement d'émancipation des cadres religieux traditionnels, on l'associe alors au vaste mouvement de laïcisation et de sécularisation qui gagne peu à peu toute la société occidentale. Il se traduit d'abord (du XVe siècle au XVIIe siècle) par l'affirmation de valeurs instaurées sans aucune référence à Dieu ni à la moindre instance transcendante. Puis, quand la société s'est globalement laïcisée (à la fin du XVIIIe siècle), l'humanisme s'exprime par différentes formes de rationalisme.
La critique de l'humanisme porte donc successivement sur les prétentions de l'homme à se couper du divin puis à s'ériger lui-même en substitut du divin. Elle ne s'exprime toutefois que faiblement et de façon sporadique. On citera ici quatre exemples.

#### XVesiècle

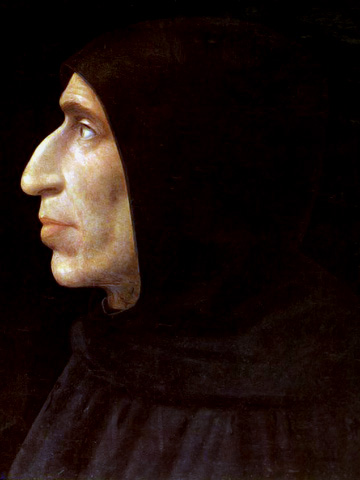
Jérôme Savonarole

Le premier (et finalement le seul) à oser critiquer explicitement et publiquement l'humanisme de la Renaissance au moment même où il se développe est un moine dominicain : Jérôme Savonarole. Pendant quatre ans, de 1494 à 1498, il initie et parvient à instituer une dictature théocratique à Florence, qu'il décrit comme une « République chrétienne et religieuse ». En 1497, il élève un « Bûcher des Vanités » où il fait disparaître des livres qu'il juge licencieux (notamment les écrits de Boccace et de Pétrarque) et des quantités d'objets d’art. Ce faisant, il ne rejette pas seulement un mouvement intellectuel mais tout ce qui le sous-tend et qu'il assimile à du laxisme spirituel. Se repliant sur l’étude de la Bible et des Pères de l’Église et prêchant l'ascèse et l'aumône, il dénonce avec vigueur la corruption morale du clergé (notamment le commerce des indulgences) et également la toute puissance des Médicis. Son intransigeance le mène à l'extrémisme (il proclame Jésus-Christ « roi du peuple florentin ») et finalement au bûcher.
Après lui, le mouvement humaniste poursuit sa lancée et on ne connaît aucun autre cas de contestation jusqu'au XIXe siècle [réf. nécessaire].

#### XVIesiècle
Bien que régulièrement considéré comme un penseur humaniste, et à la différence d'un Rabelais ou d'un Érasme qui se montrent confiants dans les capacités de la raison, Montaigne exprime ses doutes au fil de ses Essais, publiés dans les années 1580 : « la reconnaissance de l'ignorance est un des plus beaux et plus sûrs témoignages de jugement que je trouve. » L'idée de perfectibilité lui est étrangère : il rejette toute idée de progrès, d'ascension lente et graduelle de l'humanité vers un avenir meilleur et il voit en l'homme non plus le centre de tout mais un être insaisissable. Il se plaît autant à l'abaisser qu'à l'encenser, en recourant pour cela à l'observation de sa propre personne afin d'en démêler les contradictions.

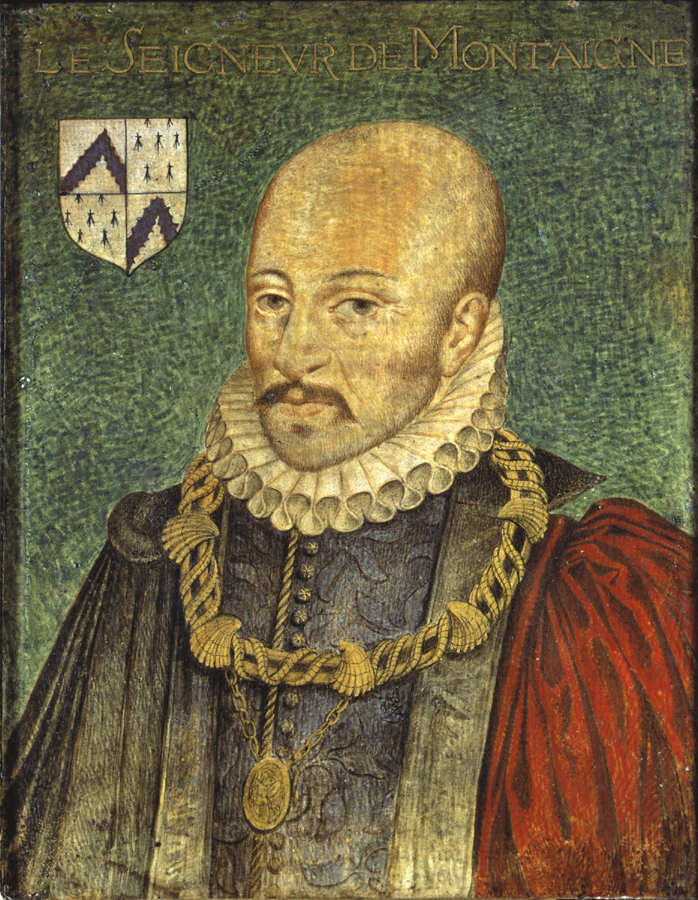
Montaigne

Il s'attache à démontrer comment la misère (miseria hominis) peut cohabiter ou alterner avec la grandeur (dignitas hominis) : « (n')est-ce pas un misérable animal que l'homme ? ». Cet homme n'est qu'une créature parmi toutes celles qu'abritent l'univers, lequel n'est plus hiérarchisé ni ordonné selon l'ancienne conception aristotélicienne. Quant à la raison, sur laquelle bien des hommes fondent leur supériorité sur les animaux, Montaigne estime qu'elle est et sera toujours insuffisante car il n'y a pas de connaissance certaine. Il la qualifie d'ailleurs de « fantaisie », de « rêverie », de « pot à deux ances, qui se peut saisir à gauche et à dextre », elle n'est qu'un jugement subjectif : « j'appelle raison cette apparence de discours que chacun forge en soi ; cette raison, de la condition de laquelle il y en peut avoir cent contraires autour d'un même sujet, c'est un instrument de plomb et de cire, allongeable, ployable, et accommodable à tous biais et à toutes mesures ».
Montaigne ne se prive pas de mépriser ce « tintamarre de tant de cervelles philosophiques » qui font sans cesse l'éloge de l'homme. Selon lui, accéder à la connaissance n'est pas impossible, mais on doit se contenter d'un savoir relatif, en changement constant. Il insiste sur l'aspect précaire et trompeur de cette connaissance, qui ne saurait atteindre l'origine et l'essence des choses : l'esprit humain est impuissant à découvrir le vrai. Cela dit, cette « critique de l'humanisme » avant la lettre ne constitue pas une réfutation mais un renouvellement car si les Essais ne font pas l'apologie de l'« homme exceptionnel », ils assurent la promotion de l'« homme ordinaire », à la fois universel et unique,. Avec Montaigne, l'humanisme prend donc une orientation explicitement moraliste.

#### XVIIesiècle
« Si au XVIe siècle et au début du XVIIe siècle les premiers humanistes s'accordent avec la religion, au XVIIe siècle l'humanisme libertin se construit contre le catholicisme et contre l'idée fondamentale dans l'augustinisme que tout est dû à Dieu ». Dès l'éclosion de la Réforme, au XVIe siècle, jusqu'au siècle des Lumières, l'histoire de l'humanisme est donc liée à celle de la Réforme. À l'inverse le mouvement de la Contre-Réforme, né en 1542 lors du Concile de Trente, peut être considéré comme un mouvement d'opposition au courant humaniste ; plus particulièrement la théologie des augustiniens de Port-Royal. « Il y a ainsi au XVIIe siècle d'une part les tenants de la culture humaniste, libertins et jésuites, qui feront le lien avec les Lumières du siècle suivant, et de l'autre les adversaires de cette culture, les augustiniens de Port-Royal, qui réussissent à occulter toutes les tendances humanistes selon des perspectives théocentriques qui marquent le catholicisme jusqu'au XXe siècle ».

#### XVIIIesiècle

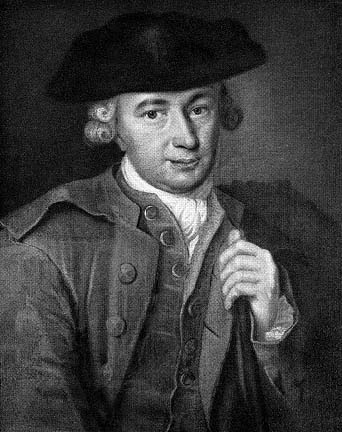
Johann G. Hamann

Quand, sur toute l'Europe, se développe ce que l'on appellera plus tard l'« humanisme des Lumières », peu de voix, une fois de plus, s'élèvent pour remettre en cause le mouvement. Le philosophe allemand Johann Georg Hamann en fait partie. En 1757, âgé de 26 ans, il séjourne à Londres où il découvre les effets de l'industrialisation massive dans une grande métropole. Marqué par cette expérience, il se réfugie dans l'étude de la Bible. Revenu chez lui deux ans plus tard, il s'oppose aux idées de Kant (avec qui il entretient cependant des relations amicales), inaugurant ce qu'on appellera plus tard le mouvement des Contre-Lumières. Convaincu que les fondements du psychisme sont étrangers à la raison, il rejette le principe de l'universalisme, promu par les Lumières, qu'il juge trop abstrait. Il valorise en revanche l'intériorité et l'expérience vécue et, ce faisant, influence Herder, selon qui on ne saurait penser l'histoire en termes de progrès, puis Goethe, contribuant ainsi à l'émergence du mouvement Sturm und Drang dans les années 1770.
Hamann conteste le primat de la raison sur l'irrationnel, annonçant ainsi les premières théories sur l'inconscient, mais nullement le rôle moteur de l'homme, ce en quoi sa critique ne constitue qu'une remise en cause très partielle du concept d'humanisme Celui-ci s'en trouve même revitalisé comme le montre en 1797 le poème L'Apprenti sorcier de Goethe, qui décrit un homme littéralement dépassé par ses créations techniques, incapable de les contrôler, mais sauvé par le retour de son maître, lequel met fin au sortilège.

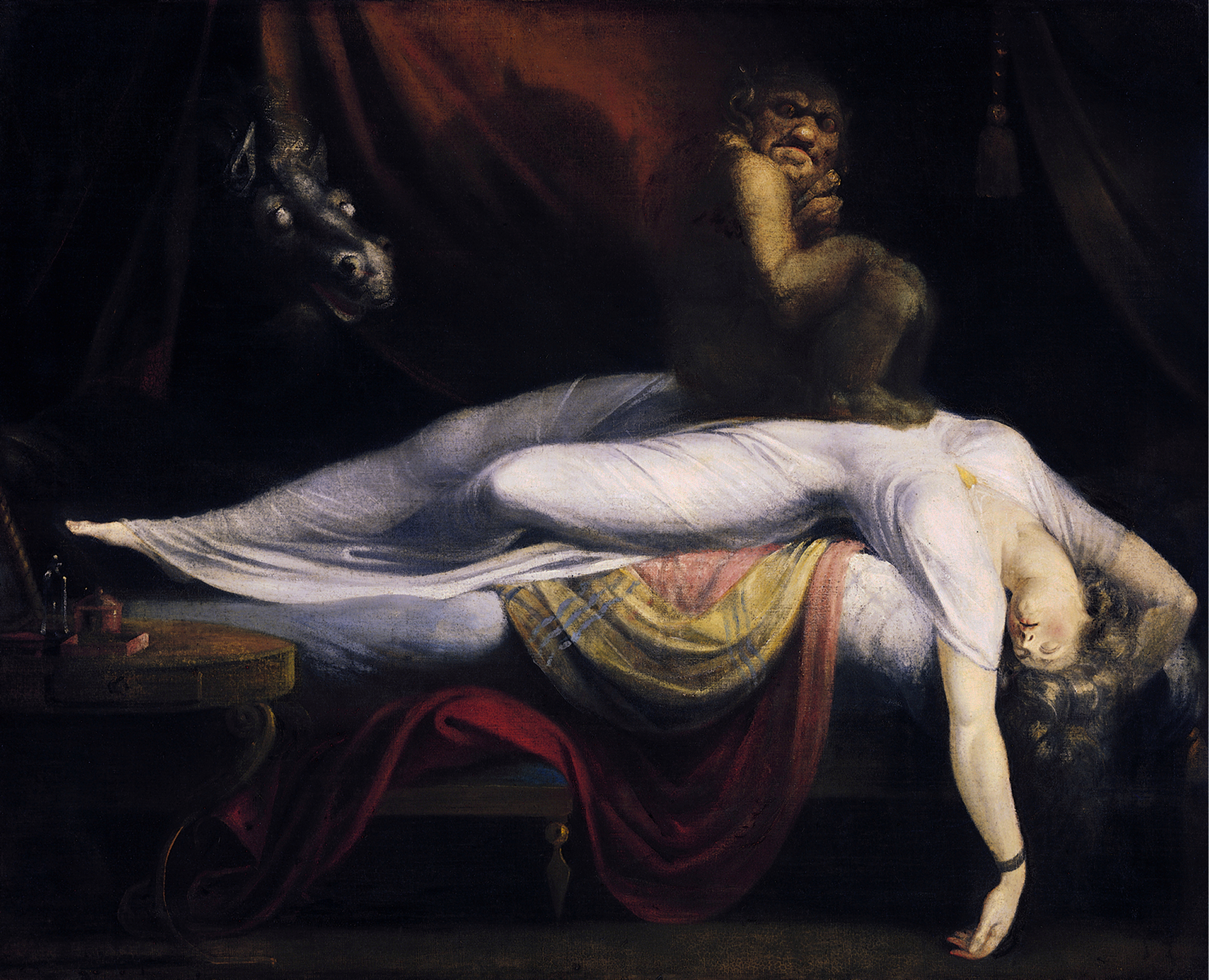
Le Cauchemar, tableau d'Heinrich Füssli, 1781.

Au cours du siècle, pas plus que lors des deux précédents, on ne peut identifier la moindre prise de position à l'encontre de ce qui fait la caractéristique première de l'humanisme : la propension des individus à vouloir diriger eux-mêmes leurs destinées. Pas même au sein de l’Église catholique. Au point que le message de celle-ci tend à s'éloigner de toute référence mystique pour s'apparenter à une simple morale : à partir de 1880, plusieurs penseurs français parlent de morale judéo-chrétienne.
En revanche, l'artiste Heinrich Füssli (Le Cauchemar, 1781) dresse une vision inquiétante et peu flatteuse de la psychologie humaine tandis que son confrère William Blake (Nègre pendu par les côtes à un échafaud, 1792) apporte un démenti flagrant à l'idéal des Droits de l'Homme célébré par l'humanisme de l'époque. Plus encore, l'apologie de la torture et de la perversité par les écrits du Marquis de Sade (Les Cent Vingt Journées de Sodome, 1785) révèle la « part d'ombre des Lumières ».

### Période moderne
Alors que se répand le mot « humanisme », les conflits meurtriers qui se multiplient en Europe et à travers le monde au XIXe siècle et XXe siècle contribuent à dévaluer le concept. Petit à petit s'élabore alors une remise en cause de la notion de libre arbitre et l'idée qu'il existe des mécanismes qui déterminent les humains à leur insu. En analysant le phénomène de l'idéologie, au XIXe siècle, Karl Marx est le premier à théoriser le processus de l'aliénation collective. Et en étudiant ce qui peut motiver les humains à se comporter de façon irréfléchie, mais cette fois de façon individuelle, Sigmund Freud élabore au début du XXe siècle les concepts d'inconscient et de névrose.
Dans les deux cas, l'idée que la liberté n'est qu'une illusion alimente la critique de l'humanisme.

#### XIXesiècle

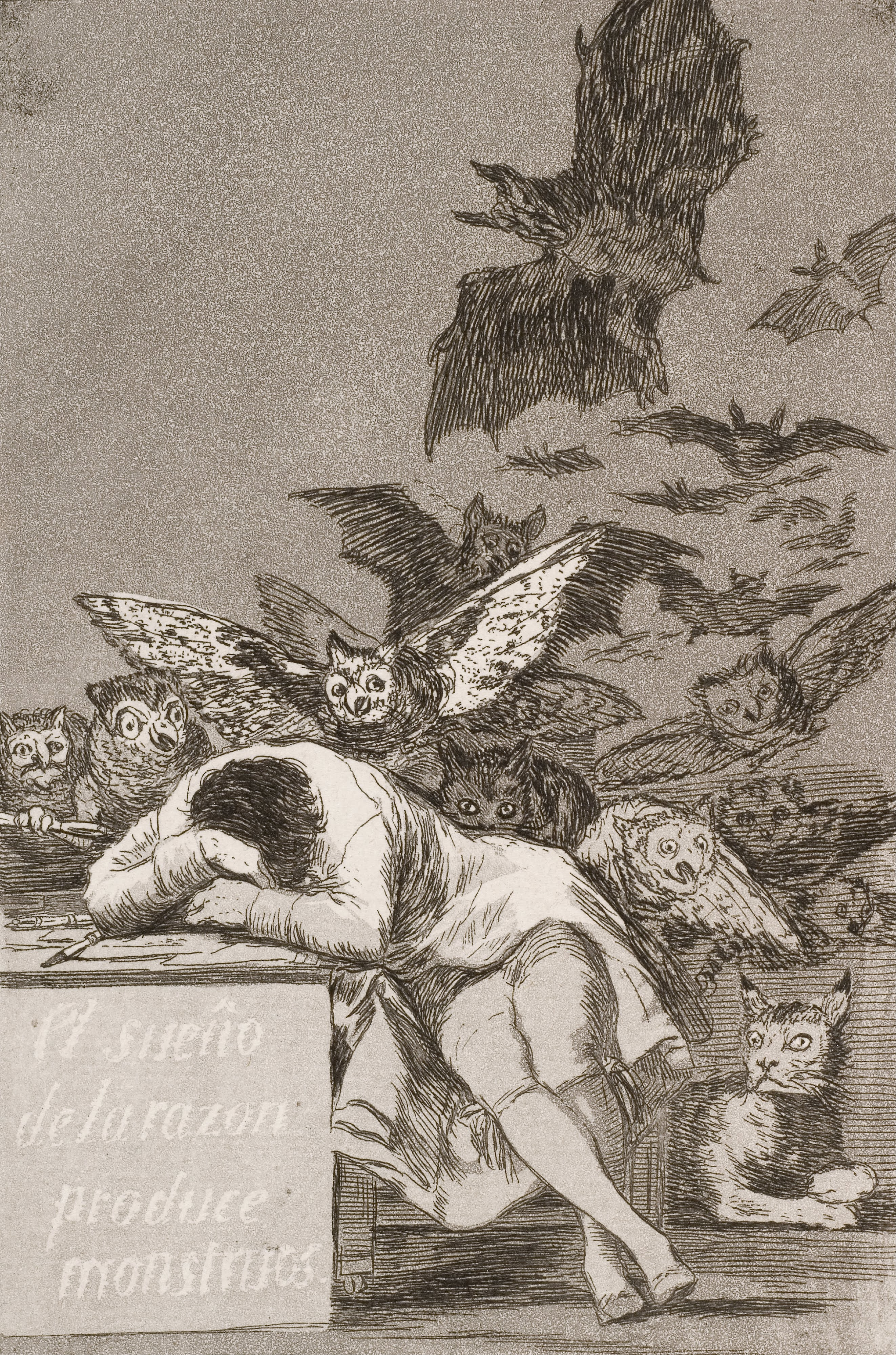
Le sommeil de la raison engendre des monstres, gravure de Goya, 1799.

Au début du siècle, bien que les guerres napoléoniennes effritent à l'étranger l'image de la France « pays des droits de l'homme », Hegel voit en Napoléon la figure de l'État moderne. En 1808, un de ses proches, F. I. Niethammer, promeut le terme « humanisme » en réaction au concept de philanthropie, qu'il considère comme un succédané de la charité chrétienne. L'expression « l'Homme » désigne non plus tel ou tel humain dans sa singularité mais « la globalité des humains ». Alors que l'universalisme n'était qu'une théorie au Siècle des Lumières, il devient un sentiment collectivement vécu, le sentiment d'individualité.
Cette double consécration de l'« Homme » et de l'État va générer puis irriguer tout un courant critique. Certains manifestent leur inquiétude, notamment l'artiste espagnol Goya à travers sa célèbre gravure Le sommeil de la raison engendre des monstres, en 1799. Lors des années 1810, il est l'un des premiers à décrire et dénoncer les atrocités commises sur les populations civiles, consécutives de la montée des nationalismes. À travers notamment sa série de gravures Les Désastres de la guerre et son tableau, Tres de mayo.

##### Le socialisme naissant
Au fur et à mesure que se développent l'industrialisation et l'idéologie capitaliste émerge une conception matérialiste de l'histoire qui, elle-même, va donner naissance au socialisme, un vaste courant intellectuel et militant qui, jusqu'au début du XXIe siècle, se présentera comme une alternative au capitalisme. Au début des années 1840, le philosophe allemand Ludwig Feuerbach avance l'idée que le christianisme constitue non plus seulement une religion mais une idéologie permettant à la bourgeoisie de justifier sa domination sociale sur la classe ouvrière. Et peu à peu va émerger la thèse que, par delà le clivage christianisme-athéisme, l'humanisme constitue par excellence l'idéologie de la bourgeoisie.
Le socialisme va donc se présenter comme une remise en cause de cet humanisme puis comme le fondement d'un nouvel humanisme, centré non plus sur l'« essence » de l'homme mais sa condition sociale.

###### L'influence de Feuerbach
En 1841, Ludwig Feuerbach, un ancien disciple de Hegel, en devient le principal critique. Dans L'Essence du christianisme, il affirme que croire en Dieu est un facteur d'aliénation : dans la religion, l'homme perd beaucoup de sa créativité et de sa liberté. De par sa prise de distance avec le phénomène religieux, Feuerbach est un humaniste mais sa prise de position conduira Karl Marx et Friedrich Engels, peu après, à critiquer radicalement la part idéaliste de l'humanisme.

##### Karl Marx
Quand Marx utilise le terme « humanisme », c'est pour le déprécier. Il y voit une idéologie se développant non seulement dans les milieux conservateurs mais aussi dans les cercles réformateurs et progressistes, donc dans l'ensemble de la bourgeoisie. Exemple, cet extrait d'une lettre qu'il adresse en 1843 à Arnold Ruge (qui, comme lui, est un penseur de la gauche hégélienne) :

« La philosophie s’est sécularisée et la preuve la plus frappante en est que la conscience philosophique elle-même est impliquée maintenant dans les déchirements de la lutte non pas seulement de l’extérieur, mais aussi en son intérieur. Si construire l’avenir et dresser des plans définitifs pour l’éternité n’est pas notre affaire, ce que nous avons à réaliser dans le présent n’en est que plus évident ; je veux dire la critique radicale de tout l’ordre existant, radicale en ce sens qu’elle n’a pas peur de ses propres résultats, pas plus que des conflits avec les puissances établies. C’est pourquoi je ne suis pas d’avis que nous arborions un emblème dogmatique. Au contraire, nous devons nous efforcer d’aider les dogmatiques à voir clair dans leurs propres thèses. C’est ainsi en particulier que le communisme est une abstraction dogmatique, et je n’entends pas par là je ne sais quel communisme imaginaire ou simplement possible, mais le communisme réellement existant, tel que Cabet, Dézamy, Weitling, etc. l’enseignent. Ce communisme-là n’est lui-même qu’une manifestation originale du principe de l’humanisme. Il s’ensuit que suppression de la propriété privée et communisme ne sont nullement synonymes et que, si le communisme a vu s’opposer à lui d’autres doctrines socialistes, comme celles de Fourier, Proudhon, etc., ce n’est pas par hasard, mais nécessairement, parce que lui-même n’est qu’une actualisation particulière et partielle du principe socialiste. »

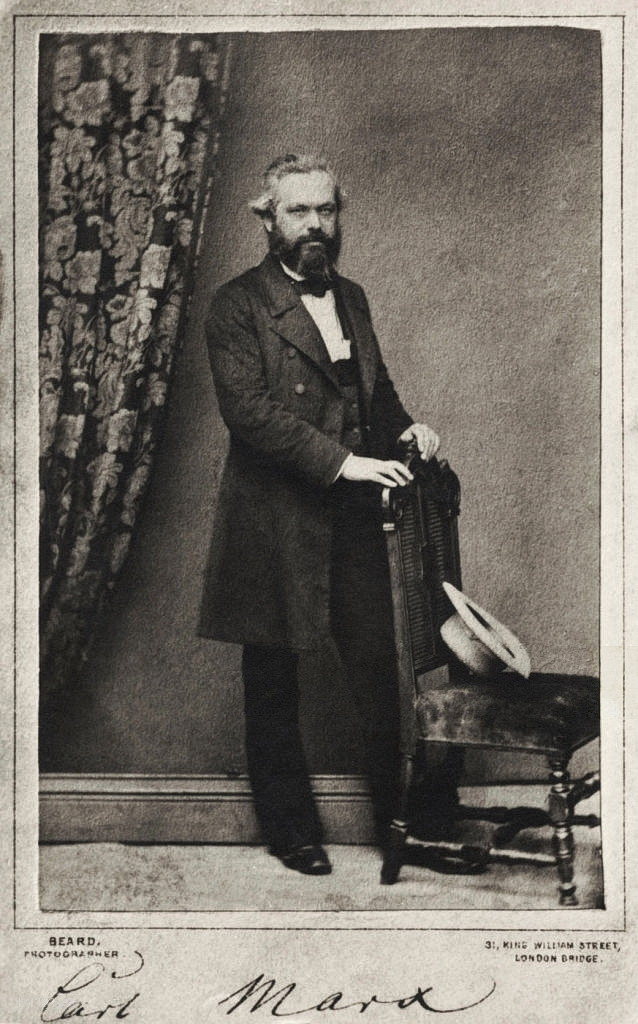
Karl Marx (en 1861)

En 1845, Marx publie ses Thèses sur Feuerbach et (en collaboration avec Engels) L'Idéologie allemande, dont la première partie est axée sur la critique des Jeunes hégéliens par Feuerbach. Ces textes constituent un tournant essentiel non seulement dans son œuvre mais dans toute l'histoire de la philosophie. Pour la première fois, en effet, et de façon explicite, Marx conteste l'intérêt de se focaliser sur la nature ou l'essence de l'homme, principe fondateur de l'humanisme, et pointe en revanche la nécessité de s'interroger sur sa condition, consécutivement au processus d'industrialisation qui se développe alors en Europe.
Une controverse s'ouvrira dans la deuxième moitié du XXe siècle visant à déterminer s'il faut classer Marx comme antihumaniste ou si, au contraire, il perpétue la tradition humaniste,.
- Louis Althusser défend le premier point de vue : « on peut et on doit parler ouvertement d'un anti-humanisme théorique de Marx et (y) voir la condition de possibilité absolue - négative - de la connaissance - positive - du monde humain lui-même et de sa transformation pratique. On ne peut connaître quelque chose des hommes qu'à la condition absolue de réduire en cendres le mythe philosophique, théorique, de l'homme »[19].
- Jacques Ellul estime que si Marx est un anti-humaniste, c'est uniquement parce qu'il taxe l'humanisme d'idéalisme. Mais ce faisant, il appelle de ses vœux un humanisme matérialiste : « il rejette la philosophie humaniste du XIXe siècle bourgeois. (…) Mais cela ne signifie en aucun cas qu'il n'est pas un humaniste. Si « humanisme » signifie donner à l'homme une place privilégiée, dire qu'il est créateur d'histoire et qu'il peut seul se choisir pour devenir quelque chose de nouveau, alors Marx est parfaitement humaniste »[20]. Par la suite, d'autres intellectuels estimeront que le marxisme constitue à la fois un « antihumanisme théorique » et un « humanisme pratique »[21] car s'il déconstruit la conception idéaliste bourgeoise, axée sur l'essence de l'homme, c'est pour lui substituer une autre conception, proprement existentialiste et axée - elle - sur la condition humaine.

Selon cette seconde acception, la critique de l'humanisme ne signifie donc nullement la négation du concept mais son renouvellement, en fonction de l'évolution monde.

##### Pierre-Joseph Proudhon
En 1846, dans Philosophie de la misère, le Français Proudhon assimile l'humanisme à « une religion aussi détestable que les théismes d'antique origine » : « je regrette de le dire, car je sens qu'une telle déclaration me sépare de la partie la plus intelligente du socialisme. Il m'est impossible (…) de souscrire à cette déification de notre espèce, qui n'est au fond, chez les nouveaux athées, qu'un dernier écho des terreurs religieuses ; qui, sous le nom d'humanisme réhabilitant et consacrant le mysticisme, ramène dans la science le préjugé ».

##### Friedrich Nietzsche

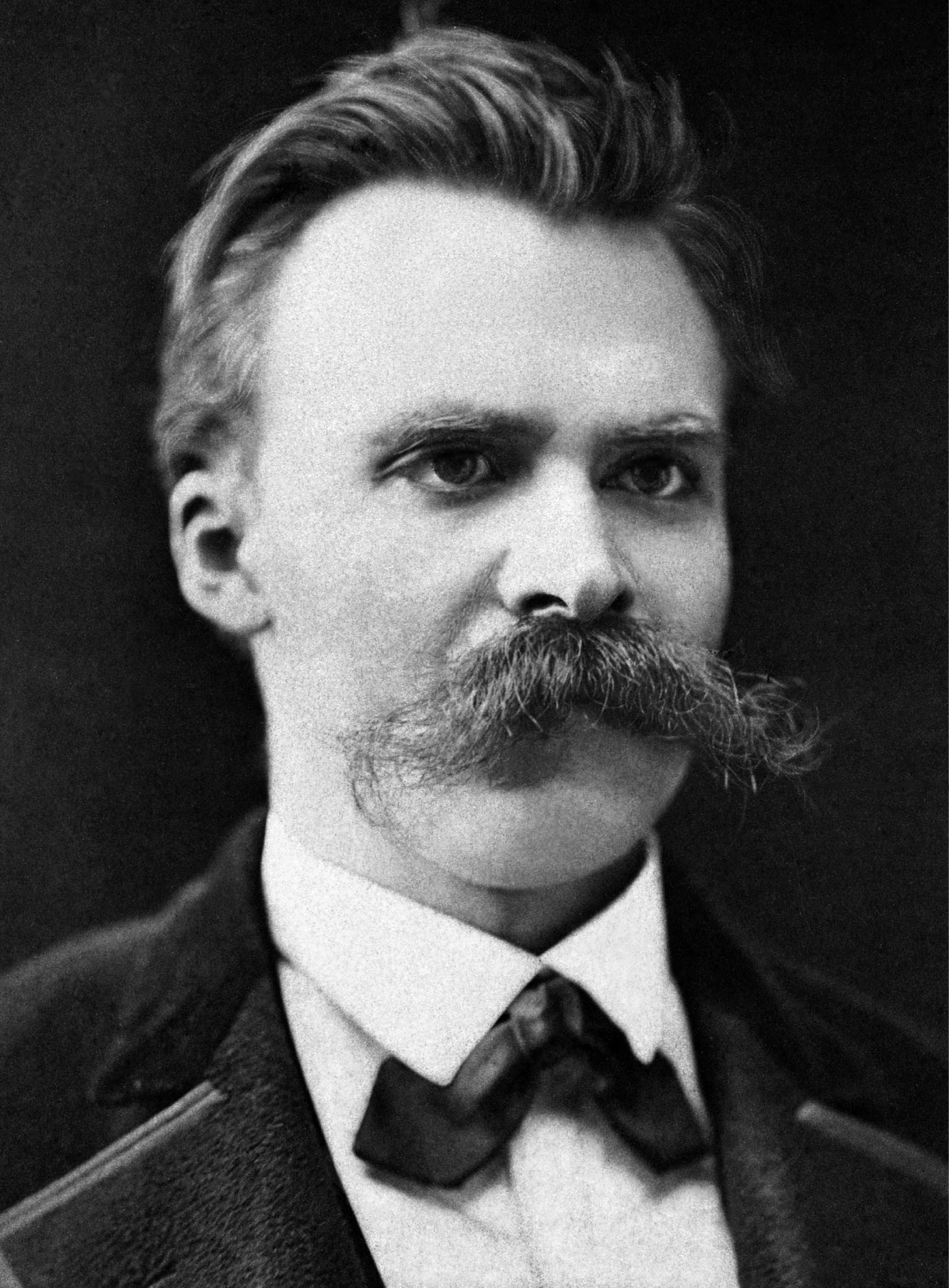
Friedrich Nietzsche

En 1882, dans Le Gai Savoir, Nietzsche affirme que « Dieu est mort » et que c'est l'homme qui l'a « tué » :

« Dieu est mort ! Dieu reste mort ! Et c'est nous qui l'avons tué ! Comment nous consoler, nous les meurtriers des meurtriers ? (…) La grandeur de cet acte n'est-elle pas trop grande pour nous ? Ne sommes-nous pas forcés de devenir nous-mêmes des dieux simplement — ne fût-ce que pour paraître dignes d'eux ? »

— Le Gai Savoir, Livre troisième, 125.

Six ans plus tard, il estime qu'une majorité de ses contemporains font du progrès un mythe et qu'à travers celui-ci, ils croient en l'homme comme on croyait en Dieu : 

« L’humanité ne représente nullement une évolution vers le mieux, vers quelque chose de plus fort, de plus élevé au sens où on le croit aujourd’hui. Le progrès n’est qu’une idée moderne, c’est-à-dire une idée fausse. L’Européen d’aujourd’hui reste, en valeur, bien au-dessous de l’Européen de la Renaissance ; le fait de poursuivre son évolution n’a absolument pas comme conséquence nécessaire l’élévation, l’accroissement, le renforcement. »

— L'Antéchrist. Trad. Jean-Jacques Pauvert, 1967, p. 79

#### XXesiècle
La critique de l'humanisme se développe au début du siècle quand Freud affirme que la raison ne peut plus être considérée comme le moteur des activités humaines et que les humains sont fondamentalement mus par des pulsions siégeant dans leur inconscient.
La querelle humanisme/antihumanisme émerge aux lendemains de la Seconde guerre avec la Lettre sur l'Humanisme de Martin Heidegger, qui réagit aux positions de Jean-Paul Sartre, selon qui le concept d'humanisme reste pertinent.
La situation évolue à partir des années 1960 en France avec les penseurs de la French Theory (et plus généralement la philosophie dite « postmoderne ») puis durant la décennie suivante aux États-Unis, avec le mouvement de la contre-culture, à partir duquel le féminisme prendra son essor puis l'androcentrisme et la théorie du genre.
À la fin du siècle, alors que le terme « humanisme » tend à devenir un lieu commun et qu'émerge l'idéologie transhumaniste, le concept d'humanisme est de moins en moins critiqué dans les milieux philosophiques.

##### Sigmund Freud

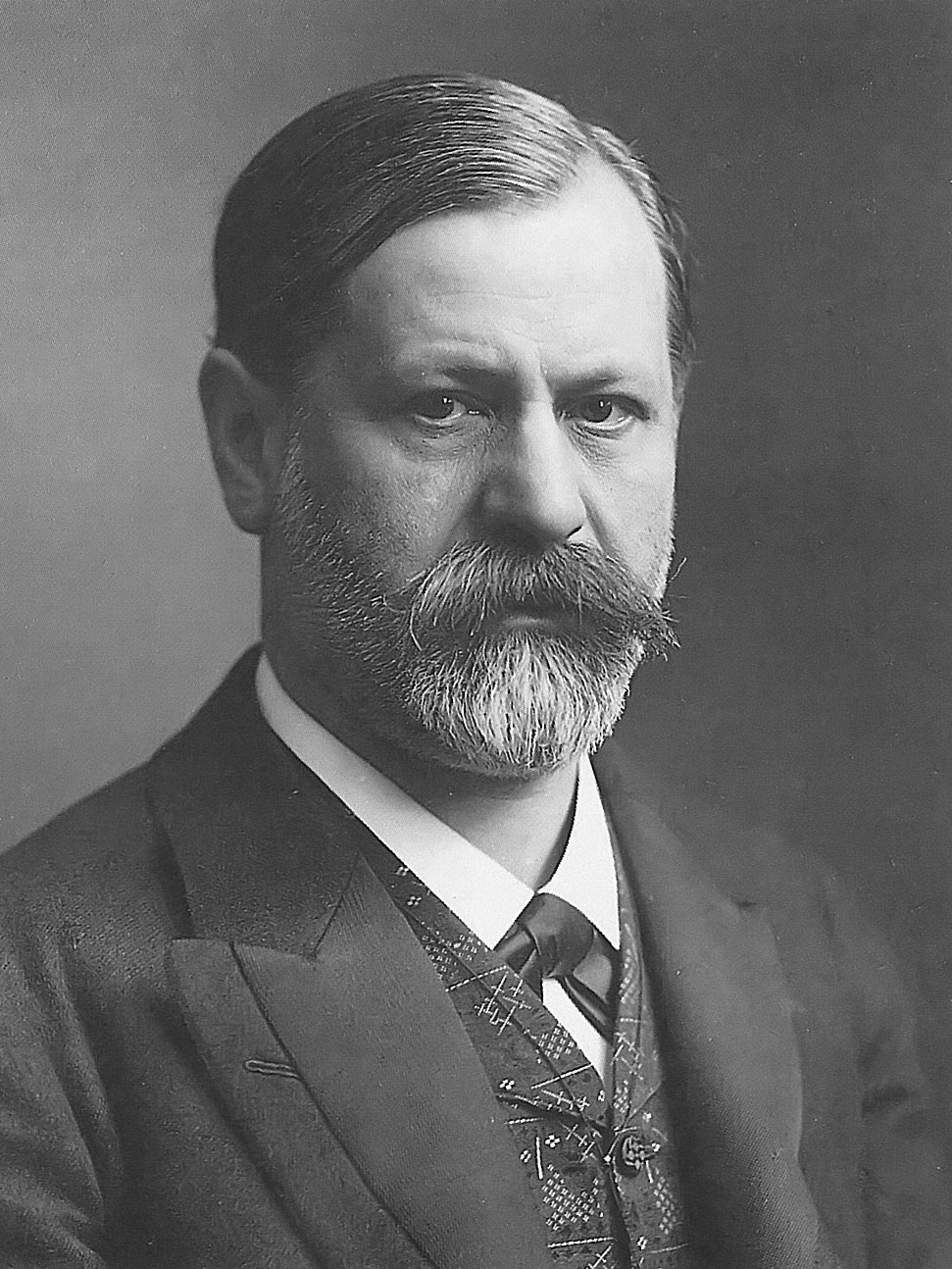
Sigmund Freud

En 1900 parait L'Interprétation du rêve, un ouvrage rédigé par un médecin autrichien, Sigmund Freud. À peine remarqué sur le coup, ce livre va marquer la fondation d'une nouvelle discipline, la psychanalyse. À l'opposé d'un Descartes, qui postulait qu'il n'y a pas de connaissance possible sans une solide conscience de soi, puis d'un Kant, qui surenchérissait en faisant primer le sujet sur l'objet, Freud affirme que le moi ne peut en aucune manière être considéré comme une instance totalement libre : il est au contraire pris en étau, « complexé », entre le « ça » (constitué de toutes sortes de pulsions, essentiellement d'ordre sexuel) et le « surmoi » (ensemble de règles morales édictées par la société). Freud précise que, dès lors que les humains se préoccupent avant tout de répondre aux attentes sociales, ils refoulent leurs pulsions dans l'inconscient, rendant celles-ci toujours plus pressantes. Continuellement en proie au conflit, ils en deviennent chroniquement malades, névrosés.
Après les ravages de la Première Guerre mondiale, Freud estime que les hommes peuvent être mus par une pulsion de mort (Au-delà du principe de plaisir) et, en 1930, il estime qu'une névrose peut être diagnostiquée non plus seulement au niveau d'un individu ou d'un groupe mais à l'échelle d'une civilisation tout entière (Malaise dans la civilisation). Alors que l'humanisme de la Renaissance puis celui des Lumières avaient auréolé « l'Homme », Freud en donne une image considérablement dépréciée. Le psychologue américain Frank Sulloway estime qu'il « se caractérise par une foi inébranlable dans l'idée que tous les phénomènes de la vie, y compris ceux de la vie psychique, sont déterminés selon des règles inéluctables par le principe de la cause et de l'effet. (…) Que les réponses du patient soient vérité ou fantasme, elles sont toujours déterminées psychiquement ».
Les thèses de Freud ne feront autorité que jusqu'au succès de l'approche comportementale, née aux États-Unis (Watson, puis Skinner), qui redonnera au moi le rôle moteur du psychisme.

##### Martin Heidegger

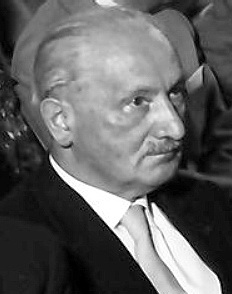
Martin Heidegger

La querelle humanisme/antihumanisme prend véritablement naissance avec la Lettre sur l'humanisme que Martin Heidegger adresse en 1946 à Jean Beaufret (qui lui demandait de commenter la position de Jean-Paul Sartre à l'égard de l'humanisme) et qui ne sera traduite en français qu'en 1957.
Dans ce texte assez bref mais de lecture difficile, Heidegger affirme que les termes en « isme » ne sont apparus que tardivement, lorsque la pensée - selon lui - a commencé à décliner en s'égarant dans la métaphysique. Parce que l'humanisme s'inscrit dans une certaine conception de l'homme, du monde et de la nature, il relève de la métaphysique. Or, la métaphysique n'interroge pas vraiment le seul sujet qu'Heidegger trouve pertinent : l'essence de l'homme. Le philosophe transforme donc la question de Beaufret « comment redonner un sens au mot humanisme » en « au cœur de quoi la question de l'humanisme se situe ? ». S'il y a dépérissement du concept d'humanisme, estime-t-il, la cause doit en être essentiellement attribuée à la domination des sciences, biologie et anthropologie, issues de la métaphysique, qui ne permettent pas d'apprécier à sa hauteur la dignité propre de l'homme. Heidegger se demande en conséquence s'il est judicieux de conserver le terme « humanisme » ou s'il ne serait pas préférable d'utiliser un autre terme pour désigner le projet d'une pensée de l'humanité de l'homme qui soit à la hauteur de sa dignité véritable. Cela implique de ne plus penser l'homme à partir de son animalité, mais à partir d'une provenance plus digne.

##### Le post-structuralisme
Durant les années 1960 se répand en France le courant post-structuraliste, connu aux États-Unis sous le nom French theory. La rupture avec les présupposés humanistes est radicale, comme le souligne l'universitaire Mary Klages, qui établit cette typologie :
- Le modèle humaniste présuppose que :
  - il y a un monde réel que nous pouvons comprendre grâce à notre esprit rationnel ;
  - la langue est plus ou moins capable de décrire et analyser objectivement ce monde réel ;
  - elle est un produit du libre arbitre : nous déterminons ce que nous signifions dès lors que nous le disons ;
  - la langue exprime donc l’essence d'un moi individuel, dont elle est au service ;
  - les mots signifient ce que nous voulons qu’ils signifient (logocentrisme), c'est nous (notre moi) qui fixons leur sens ;
  - le moi est le centre et l'origine de toutes les significations et de la vérité ;
  - la vérité est ce que nous percevons comme telle.

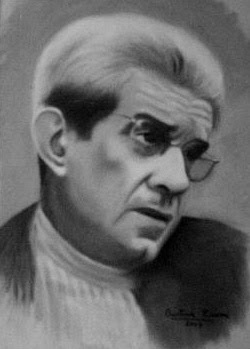
Jacques Lacan, figure centrale du post-structuralisme.

- À l'inverse, le modèle structuraliste soutient que :
  - la structure du langage produit la « réalité » : nous ne pouvons penser de façon réfléchie qu'à travers lui ;
  - nos perceptions sont donc toutes fondées et déterminées par sa structure ;
  - la source du sens n’est pas l’expérience mais les signes et la grammaire qui gouvernent le langage ;
  - c'est la structure du langage et elle seule qui produit du sens (je ne peux dire « je » que parce que j’habite un système de langage dans lequel la position du sujet est marquée par l’emploi du premier pronom personnel, mon identité n'est que le produit du système linguistique où je prends place).

À l'instar du mouvement psychanalytique, le néo-structuralisme remet donc radicalement en cause les prétentions du moi et du libre-arbitre, qui constituent le socle de l'humanisme : il démystifie l'idée même d'un « sujet parlant souverain ». Mais là où Freud pointait un simple décentrement du moi (par l'inconscient), les penseurs de la French theory poussent le déterminisme jusqu'à suggérer son effacement (par les structures), sa « destitution » pure et simple.
Lacan, Althusser, Foucault, Derrida, Deleuze, Lévi-Strauss… sont ainsi généralement considérés comme les promoteurs de l'« antihumanisme théorique ».

###### Louis Althusser
En 1965, Louis Althusser considère le marxisme comme un « anti-humanisme ». Selon lui, Marx s'est opposé à l'humanisme à partir de 1845, lorsqu'il a rompu avec toute théorie relative à l'« essence de l'homme ». Et lui-même estime que toutes les théories de ce type forment une idéologie, un moyen plus ou moins conscient pour les individus qui les propagent d'entretenir une forme de domination sur d'autres individus.

###### Michel Foucault
En 1966, Michel Foucault, tourne ostensiblement le terme « humanisme » en dérision :

« On croit que l'humanisme est une notion très ancienne qui remonte à Montaigne et bien au-delà. (…) on s'imagine volontiers que l'humanisme a toujours été la grande constante de la culture occidentale. Ainsi, ce qui distinguerait cette culture des autres, des cultures orientales ou islamiques par exemple, ce serait l'humanisme. On s'émeut quand on reconnaît des traces de cet humanisme ailleurs, chez un auteur chinois ou arabe, et on a l'impression alors de communiquer avec l'universalité du genre humain. Or non seulement l'humanisme n'existe pas dans les autres cultures, mais il est probablement dans la nôtre de l'ordre du mirage.
Dans l'enseignement secondaire, on apprend que le XVIe siècle a été l'âge de l'humanisme, que le classicisme a développé les grands thèmes de la nature humaine, que le XVIIIe siècle a créé les sciences positives et que nous en sommes arrivés enfin à connaître l'homme de façon positive, scientifique et rationnelle avec la biologie, la psychologie et la sociologie. Nous imaginons à la fois que l'humanisme a été la grande force qui animait notre développement historique et qu'il est finalement la récompense de ce développement, bref, qu'il en est le principe et la fin. Ce qui nous émerveille dans notre culture actuelle, c'est qu'elle puisse avoir le souci de l'humain. Et si l'on parle de la barbarie contemporaine, c'est dans la mesure où les machines, ou certaines institutions nous apparaissent comme non humaines.
Tout cela est de l'ordre de l'illusion. Premièrement, le mouvement humaniste date de la fin du XIXe siècle. Deuxièmement, quand on regarde d'un peu plus près les cultures des XVIe, XVIIe et XVIIIe siècles, on s'aperçoit que l'homme n'y tient littéralement aucune place. La culture est alors occupée par Dieu, par le monde, par la ressemblance des choses, par les lois de l'espace, certainement aussi par le corps, par les passions, par l'imagination. Mais l'homme lui-même en est tout à fait absent. »

##### Guy Debord
En 1966, Guy Debord estime que, complètement immergés dans la société de consommation et l'univers des mass media, les humains sont façonnés par eux, littéralement « aliénés » : « Le barbare n’est plus au bout de la Terre, il est là, constitué en barbare précisément par sa participation obligée à la même consommation hiérarchisée. L’humanisme qui couvre cela est le contraire de l’homme, la négation de son activité et de son désir ; c’est l’humanisme de la marchandise, la bienveillance de la marchandise pour l’homme qu’elle parasite. Pour ceux qui réduisent les hommes aux objets, les objets paraissent avoir toutes les qualités humaines, et les manifestations humaines réelles se changent en inconscience animale ».

##### Jacques Ellul

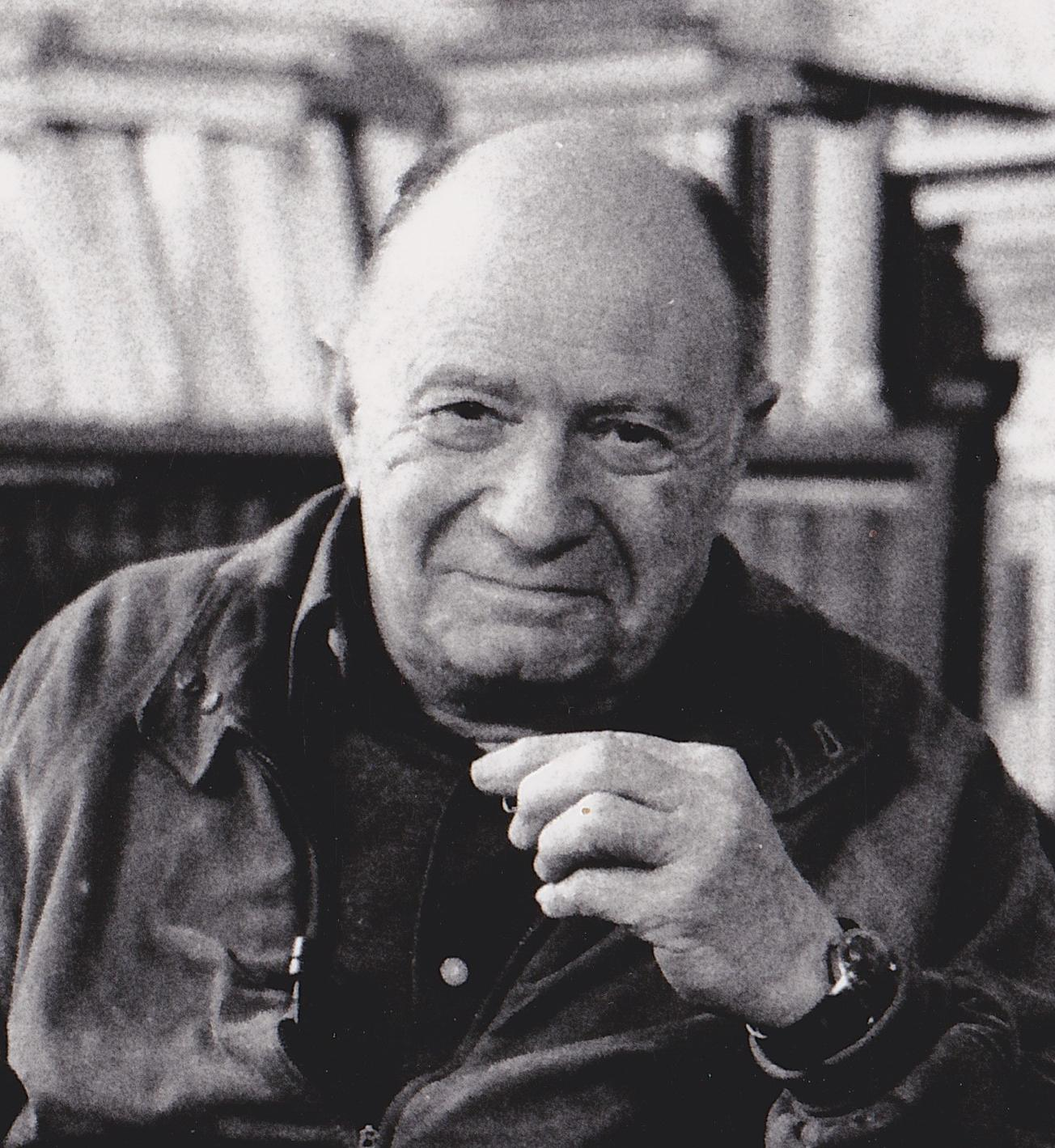
Jacques Ellul.

En 1967, Jacques Ellul se livre lui aussi à une critique radicale :

« Comment nier que l'humanisme a toujours été la grande pensée bourgeoise ? Voyez comme il s'est répandu partout. (…) Maintenant, il est un rassurant thème de devoirs d'école primaire et tout le monde en veut : il s'agit de prouver que le marxisme est un humanisme, que Teilhard est humaniste, que le christianisme est un humanisme, etc. Mais il est toujours le même. Il a toujours été ce mélange de pseudo-connaissance de l'homme au travers desdites humanités, de sentimentalité pleurnicharde sur la grandeur de l'homme, son passé, son avenir, ses pompes et ses œuvres, et sa projection dans l'absolu de l'Homme, titularisé. L'humanisme n'est rien de plus qu'une théorie sur l'homme.
Depuis longtemps, on a dénoncé le fait que, grâce à cette théorie, grâce à cette exaltation, on pouvait éviter de considérer la réalité, le concret, la situation vécue de l'homme. (…) L'humanisme est la plus grande parade contre la réalité. Il s'est présenté comme doctrine pour éviter que, du premier coup, chacun ne voie qu'il était simple discours et idéologie ». (…) Doctrine, certes, mais toujours exposée dans les larmoiements. (…) Le tremolo est la marque du sérieux. Il fallait à tout prix empêcher d'apercevoir le hiatus entre « l'Homme de l'humanisme » et « les hommes menant leur vie concrète ». C'est la sentimentalité qui comble le hiatus. (…) L'unité de l'objet et du sujet se reconstitue dans la sentimentalité. On ne peut plus à ce moment accuser l'humanisme de manquer de sérieux ou de concret. Cette comédie du sérieux à l'état pur fut encore une invention géniale du bourgeois. elle révèle par son existence même ce qu'elle prétendait cacher, à savoir l'éclatement de l'homme, dénoncé par Marx, et non seulement voilé mais provoqué par l'humanisme lui-même. Il suffit de poser la question de la coïncidence historique : « Quand donc l'humanisme fut-il clamé et proclamé ? ». Exactement au moment où, dans ses racines, l'homme commençait à être mis en question par l'homme. »

Pour expliquer comment et pourquoi « l'humanisme est la plus grande parade contre la réalité », Ellul précise cinq ans plus tard :

« Se justifier soi-même est la plus grande entreprise de l'homme, avec l'esprit de puissance, ou plutôt après la manifestation de cet esprit. Car l'homme ayant agi ou vécu selon cet esprit ne peut pas se contenter d'avoir réalisé sa puissance, il faut encore qu'il se proclame juste. »

##### Le «progrès technique»
Après la découverte de l'ADN, en 1953, les recherches en biologie cellulaire et en pharmacochimie évoluent considérablement, passant de la culture de cellules à l'ingénierie cellulaire et de tissus vivants. La fécondation artificielle et la manipulation embryonnaire entrent dans les mœurs, faisant passer la critique du concept d'humanisme par des intellectuels au second plan. Le biologiste Jean Rostand montre notamment comment l'artificialisation du processus de la procréation bouleverse toute la réflexion morale et remet fondamentalement en question le concept d'humanisme.
Les choses se compliquent encore quand les recherches en biologie se croisent avec celles en intelligence artificielle et celles en sciences cognitives et en nanotechnologies, formant les NBIC. Comme l'explique l'essayiste Jean-Claude Guillebaud, cette convergence remet en cause le principe d'humanité lui-même : « Une inflexion décisive de l'aventure humaine est en cours. Elle n'a rien de commun avec les mutations historiques du passé. Elle s'apparente pour l'instant à un tourbillon énigmatique qui bouscule notre perception du réel et, de proche en proche, transforme ou "augmente" ce dernier. Comment désigner la chose ?… La simple description devient malaisée, et toute anticipation risible. La panne qui affecte le langage est plus sérieuse qu'on ne l'imagine. (…) Les mots, en somme, ne parlent plus ».
Les problèmes éthiques posés par l'innovation technologique provoquent l'émergence d'une nouvelle discipline, la bioéthique, et d'un nouveau principe, le principe de précaution, souvent présentés, à partir des années 1980, comme les formes renouvelées de l'idéal humaniste. Mais en 1988, Jacques Ellul estime que ces concepts traduisent une totale impuissance face à la montée en force des technologies : « le système technicien, exalté par la puissance informatique, a échappé définitivement à la volonté directionnelle de l’homme ». Et il en va ainsi, estime-t-il, du fait que les humains associent plus ou moins consciemment le processus technicien à un progrès : « ce n'est pas la technique qui nous asservit mais le sacré transféré à la technique, qui nous empêche d'avoir une fonction critique et de la faire servir au développement humain ».
De fait, de plus en plus rares sont ceux qui s'interrogent quant à la possibilité de conjuguer humanisme et technoscience,, : fondées en 2007, les rencontres « Sciences et humanisme » cessent en 2017 et les inquiétudes se font discrètes tandis qu'à l'inverse certains estiment que la croyance dans le « progrès technique » trouve sa source dans l'idéologie humaniste. Les ouvrages se multiplient qui associent la technique à un bienfait universel, notamment vis-à-vis de la jeunesse, et les concepts d' humanisme technologique et d'humanisme numérique donnent lieu a un grand nombre de publications,,,.

##### Les études de genre

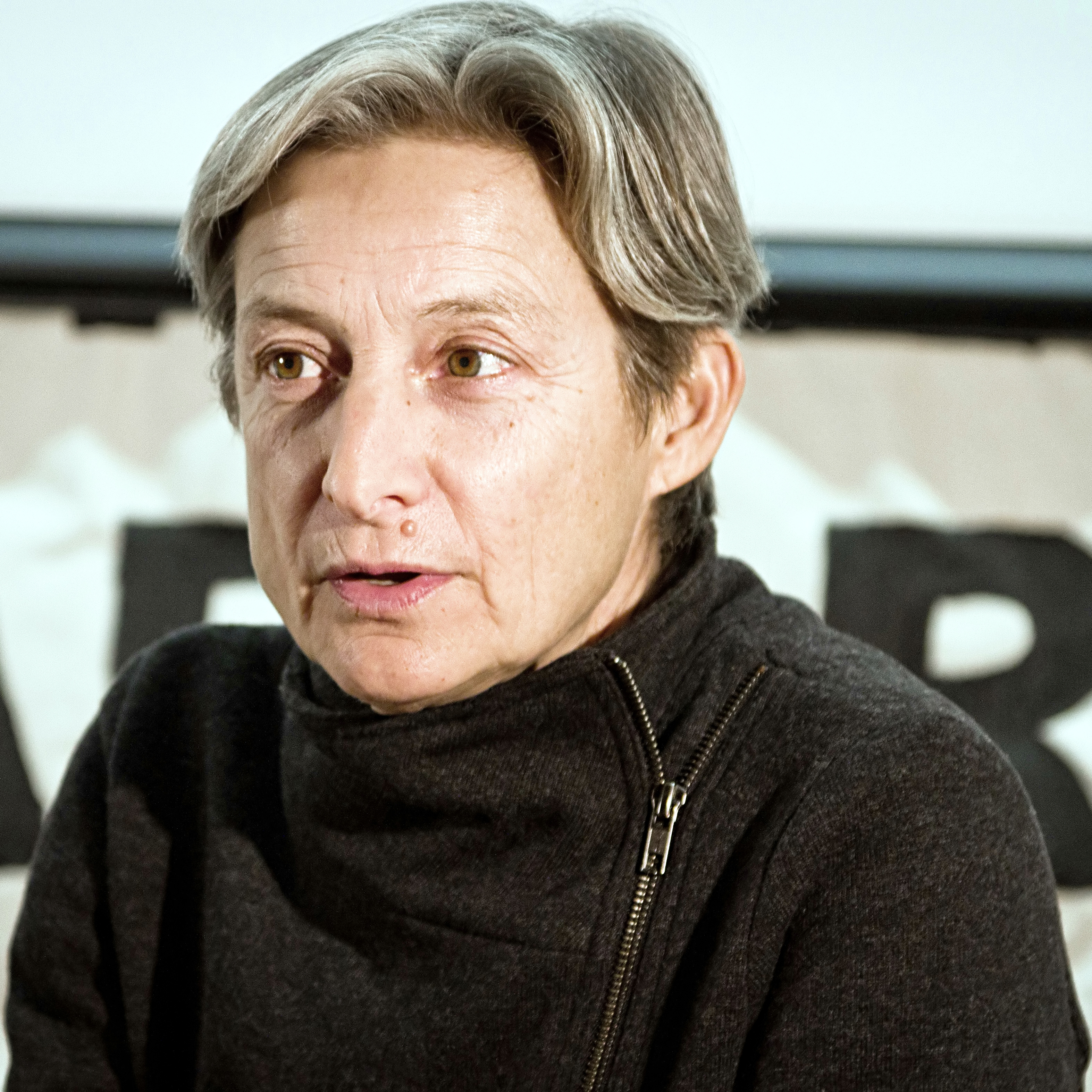
Judith Butler

À partir des années 1980, un certain nombre d'universitaires américains se nourrissent à la fois du post-structuralisme (qu'ils qualifient de « French Theory »), du constructivisme social et de la montée en puissance du féminisme pour développer toute une réflexion sur le genre. Ainsi par exemple l'historienne Joan W. Scott, en 1988 voit dans l'humanisme l'expression d'une approche de l'histoire quasi exclusivement masculiniste.
Durant la décennie suivante, Judith Butler développe la notion de performativité dans les analyses de genre : les actes et les discours des individus non seulement décrivent ce qu'est le genre mais ont la capacité de produire ce qu'ils décrivent. Butler définit le genre comme « une série d’actes répétés […] qui se figent avec le temps de telle sorte qu’ils finissent par produire l’apparence de la substance, un genre naturel de l’être ». Contestant le caractère essentialiste des prises de positions se réclamant de l'humanisme, elle estime que « le genre construit le sexe » et s'il existe bien des différences biologiques entre hommes et femmes, elles ne sont pas en elles-mêmes significatives et déterminantes : c'est la construction sociale qui assigne un sens aux différences sexuelles.

### Période contemporaine (XXIesiècle)

#### John Gray

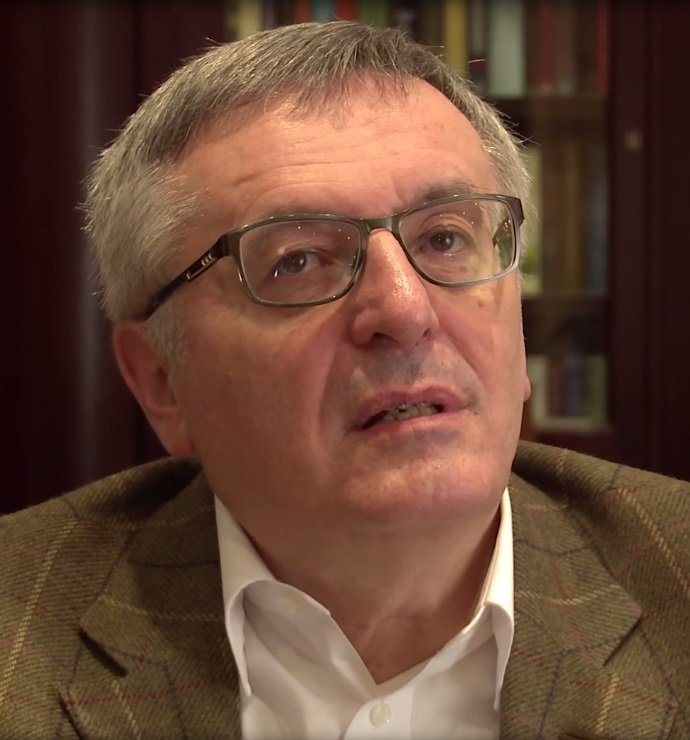
John N. Gray

En 2003, dans son livre Straw Dogs: Thoughts on Humans and Other Animals, le philosophe et essayiste britannique John N. Gray se montre particulièrement critique de la pensée humaniste, qu'il considère comme la mère des idéologies religieuses. Selon lui, la libre volonté et la moralité, sont illusoires et l'humanité n'est jamais qu'une espèce animale qui a érigé la conquête des autres formes de vie en principe, détruisant par là son environnement naturel. Il développe une vision très pessimiste de l'humanité, considérant celle-ci comme incapable de préserver l'environnement de la destruction qu'elle provoque et il voit dans le XXIe siècle un siècle de guerres, centrées sur la rivalité dans l'obtention des ressources naturelles.

#### Le transhumanisme

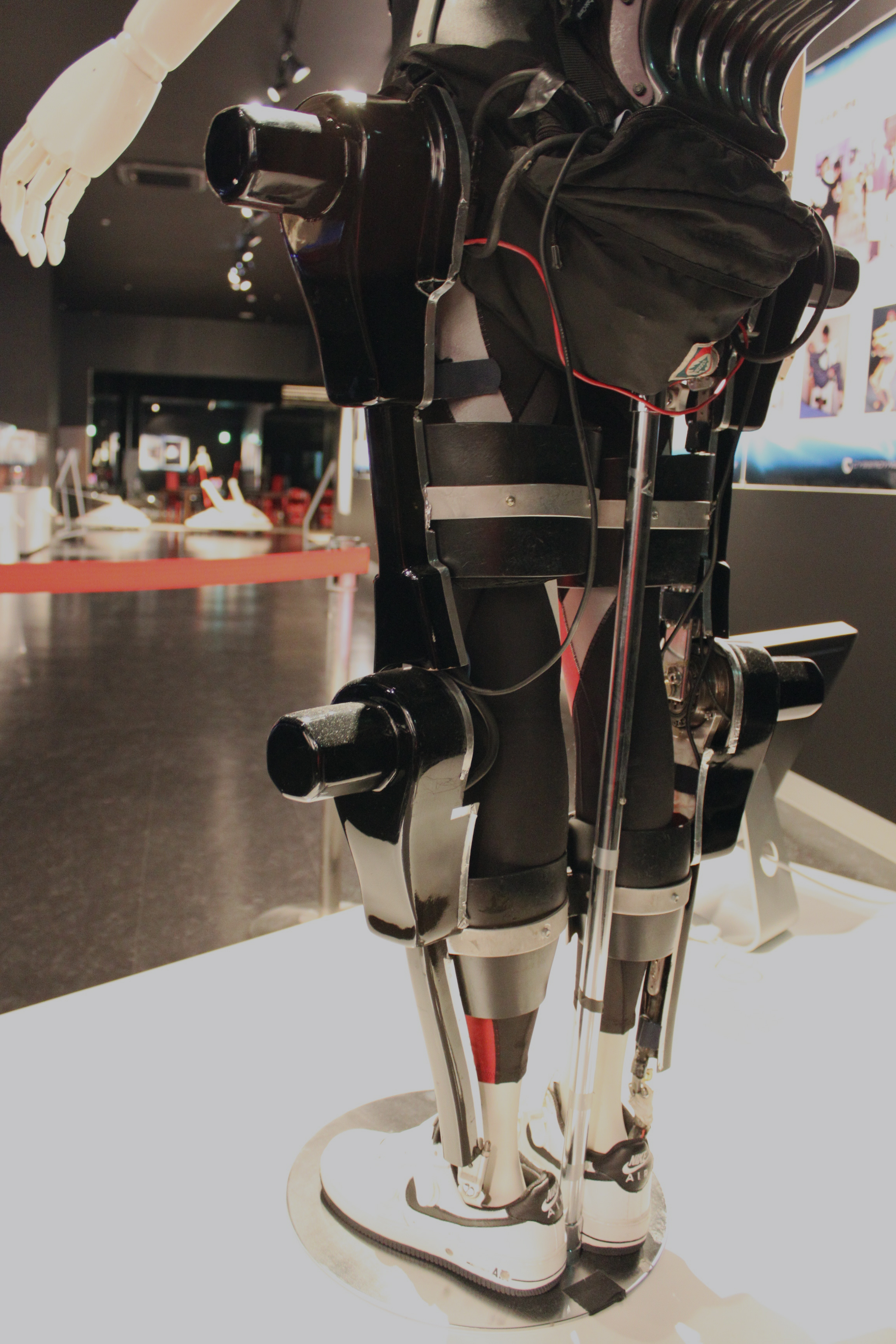
L'exosquelette symbolise le désir éprouvé par un certain nombre d'humains daugmenter leurs capacités physiques grâce à des moyens techniques.

À la fin du XXe siècle, et sur fond de « révolution numérique », émerge aux États-Unis (principalement aux alentours de la Silicon Valley) un courant de pensée porté essentiellement par des techniciens et baptisé transhumanisme. Selon ses protagonistes, le progrès technique autorise et contraint à la fois à dépasser l’humanisme et les notions même de « nature » et de « nature humaine » du fait des possibilités qu’offrent les moyens techniques de transformer en profondeur l’environnement et le corps lui-même (anthropotechnie), au point que le bonheur est désormais un « impératif » (David Pearce, L'impératif hédoniste, 1995).
Alors que l'idéologie humaniste était axée sur l'idée d'une évolution de l'homme d'un point de vue qualitatif, le transhumanisme la pose en termes quantitatifs (concept d'homme augmenté) : plus qu'une simple « critique » de l'humanisme, le transhumanisme le dévalue de façon radicale.

## Types de critiques
On le voit dans le déroulement chronologique des prises de positions critiques à l'égard de l'humanisme, celles-ci sont essentiellement fondées sur la contestation de la pertinence de l'idée de libre-arbitre, défendue par tous les penseurs se réclamant ou s'étant réclamés de l'humanisme. Et, à l'inverse, elles se nourrissent d'un même postulat : les hommes, fondamentalement, ne seraient pas libres (ou pas autant qu'ils le croient et le proclament) car leur existence est sur-déterminée par toutes sortes de facteurs : psychologiques, sociaux, liés à la structure du langage, etc.
Il existe toutefois un second type de critique, compatible avec le précédent, qui s'articule autour de l'idée que l'humanisme constitue avant tout une idéologie et qu'aucune vision éthique n’apparaît a priori susceptible de contrebalancer les effets :

### L’humanisme, expression de la volonté de puissance
La découverte des camps de concentration, l’usage de la bombe atomique au Japon, les révélations concernant le goulag, les actes de torture et crimes de guerre ainsi que la médiatisation de différents génocides face à l’impuissance des institutions internationales de même la catastrophe environnementale conduisent un certain nombre d’intellectuels à assimiler le discours humaniste à une mascarade, visant à dissimuler les instincts prédateurs derrière tout un paravent de valeurs désormais caduques. C’est ainsi le cas en Allemagne avec Günther Anders (L'obsolescence de l'homme), en France avec Jacques Ellul (Les nouveaux possédés) ou, plus récemment en Grande-Bretagne, avec John N. Gray. Sous couvert d'une argumentation d'ordre éthique, l'humanisme est une idéologie ethnocentrée dissimulant une volonté de puissance et de domination, voire des instincts prédateurs.

### L’humanisme, triomphe du narcissisme
Aux États-Unis, Christopher Lasch estime qu'au contact du capitalisme et de la société de consommation, la célébration de l'individu par les humanistes de la Renaissance s'est effacée au profit de la « culture du narcissisme ». En France, Jean Baudrillard et Gilles Lipovetsky avancent l'idée que l'humanité s'est engagée dans la consommation tous azimuts et, ce faisant, dans « L'Ère du Vide ».

## Commentaires
Par delà son hétérogénéité, la critique de l'humanisme suscite essentiellement deux types de commentaires, l'un plutôt négatif, l'autre à consonance positive, tous deux non contradictoires.

### Le conformisme
Certains considèrent que, derrière son aspect subversif, la critique de l'humanisme révèle un véritable conformisme. Globalement, Ellul reprouve l'analyse de Debord mais très partiellement seulement celle de Foucault :

« (Son) radical rejet de presque tout ce qui constitue l'humanisme est bon. Mais (il) a tort de ne pas voir que, ce faisant, il poursuit exactement ce que l'humanisme avait commencé. L'humanisme, système de liquidation de l'homme dans sa période primaire de son asservissement, de sa mise en question, œuvres l'un et l'autre du bourgeois, n'est plus aujourd'hui pour continuer la persévérante néantisation de l'homme. Les moyens (techniques) dépassent infiniment l'idéologie (de l'humanisme). Il fallait mettre en accord la pensée avec la situation. »

Ellul reproche ainsi à Foucault d'exprimer une « fausse contradiction » : compte tenu de la prégnance de l'idéologie technicienne, il est non seulement inutile de critiquer l'humanisme sans critiquer l'idéologie technicienne mais critiquer le premier sans critiquer la seconde revient à alimenter soi-même la seconde.
Influencés eux aussi par les analyses de Feuerbach, Nietzsche et de Sartre et leur postérité, en premier lieu l’athéisme, certains intellectuels optent pour des postures ostensiblement résignée, cynique et nihiliste, tels Peter Sloterdijk (Critique de la raison cynique, 1983), Michel Houellebecq (Extension du domaine de la lutte, 1994) ou Michel Onfray (Manifeste pour une esthétique cynique, 2003 ; Manifeste hédoniste, 2011).

### Pour «une nouvelle idée de l’homme»
Constatant eux aussi les grands désordres planétaires (écologiques, démographiques, économiques, sociaux, culturels) et le sentiment globalement partagé que l'« humanisme » ne constitue pas un cadre de pensée satisfaisant pour y faire face, d'autres intellectuels, eux, ne s'y résignent pas et pointent la nécessité de « repenser », voire « inventer » l'homme et, en contournant délibérément le concept d'humanisme, de questionner le « principe d'humanité ».
Considérant que les droits de l’homme ne sont qu’une réponse technique (juridique) à des problèmes techniques (dont l’exclusion, la paupérisation et les guerres ne sont que les effets les plus voyants) et que cet enchaînement est sans fin, certains d'entre eux estiment qu’il importe de définir collectivement « une nouvelle idée de l’homme ». En France, Marcel Gauchet (Le désenchantement du monde, 1985) et Emmanuel Levinas (Humanisme de l'autre homme, 1987) s’inscrivent dans cette lignée, sans apporter plus de précisions concrètes.
Jacques Ellul considère quant à lui que les humains ne peuvent mettre un terme à ces désordres qu'en mobilisant au moins quatre vertus : la contemplation, l'émerveillement, l'« éthique de la non puissance » et enfin - à l'opposé de la doxa humaniste qui désigne l'homme comme étant la « mesure de toute chose » - la référence à un « transcendant » : « c'est l'existence de ce transcendant qui permet à l'homme un jugement sur le monde où il se trouve ».